# Lawrence R. Ellzey
Lawrence Russell Ellzey (* 20. März 1891 bei Wesson, Copiah County, Mississippi; † 7. Dezember 1977 in Jackson, Mississippi) war ein US-amerikanischer Politiker. Zwischen 1932 und 1935 vertrat er den siebten Wahlbezirk des Bundesstaates Mississippi im US-Repräsentantenhaus.

## Werdegang
Lawrence Ellzey besuchte die ländlichen Schulen seiner Heimat und danach bis 1912 das Mississippi College in Clinton. Später studierte er noch an der University of Chicago. Während des Ersten Weltkrieges war er Soldat der US-Armee. Dort gehörte er einer Quartiermeistereinheit an. Zwischen 1920 und 1922 war er Schulrat (Superintendent of Education) im Lincoln County in Mississippi. Anschließend unterrichtete er bis 1928 als Lehrer an der Agricultural High School in Wesson; zwischen 1928 und 1932 leitete er das Copiah Lincoln Junior College.
Ellzey war Mitglied der Demokratischen Partei. Nach dem Tod des langjährigen Kongressabgeordneten Percy Quin gewann er die fällige Nachwahl im siebten Distrikt von Mississippi. Im Repräsentantenhaus in Washington, D.C. beendete er zunächst die Amtszeit seines Vorgängers. Nach einer Wiederwahl bei den regulären Kongresswahlen im Jahr 1932 konnte er sein Mandat im Kongress zwischen dem 15. März 1932 und dem 3. Januar 1935 ausüben. Für die Wahlen des Jahres 1934 wurde er von seiner Partei nicht mehr nominiert.
Nach dem Ende seiner Zeit im Kongress stieg Ellzey in das Versicherungsgeschäft ein. In den Jahren 1942 und 1943 war er im Vorstand der Organisation "Mississippi Salvage Campaign". Er wurde in Jackson, der Staatshauptstadt von Mississippi, ansässig. Dort verbrachte er auch seinen Lebensabend bis zu seinem Tod im Jahr 1977.